# Franco Ballerini
Franco Ballerini (Florença, 11 de dezembro de 1964 – Pistoia, 7 de fevereiro de 2010) foi um ciclista de estrada italiano.